# Anisomysis enewetakensis
Anisomysis enewetakensis är en kräftdjursart som beskrevs av Murano 1983. Anisomysis enewetakensis ingår i släktet Anisomysis och familjen Mysidae. Inga underarter finns listade i Catalogue of Life.